# I'm Every Woman
Singles de Chaka Khan
Life Is a Dance
(1978)
I'm Every Woman est une chanson de Chaka Khan écrite par Nickolas Ashford et Valerie Simpson (Ashford & Simpson). Elle est issue de l'album Chaka (1978) et est le 1er single de la chanteuse en dehors du groupe Rufus.

## Reprise
La chanteuse Whitney Houston en a notamment fait une reprise, éditée sur l'album The Bodyguard en 1992 puis sortie en single l'année suivante.